# Biskuru, Magadi
Biskuru là một làng thuộc tehsil Magadi, huyện Ramanagara, bang Karnataka, Ấn Độ.